# Ilybius fenestratus
Ilybius fenestratus là một loài bọ cánh cứng trong họ Bọ nước. Loài này được Fabricius miêu tả khoa học năm 1781.

## Hình ảnh

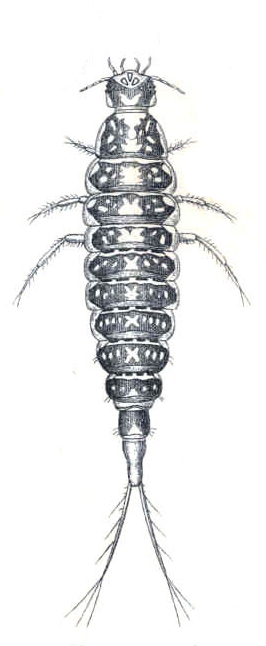
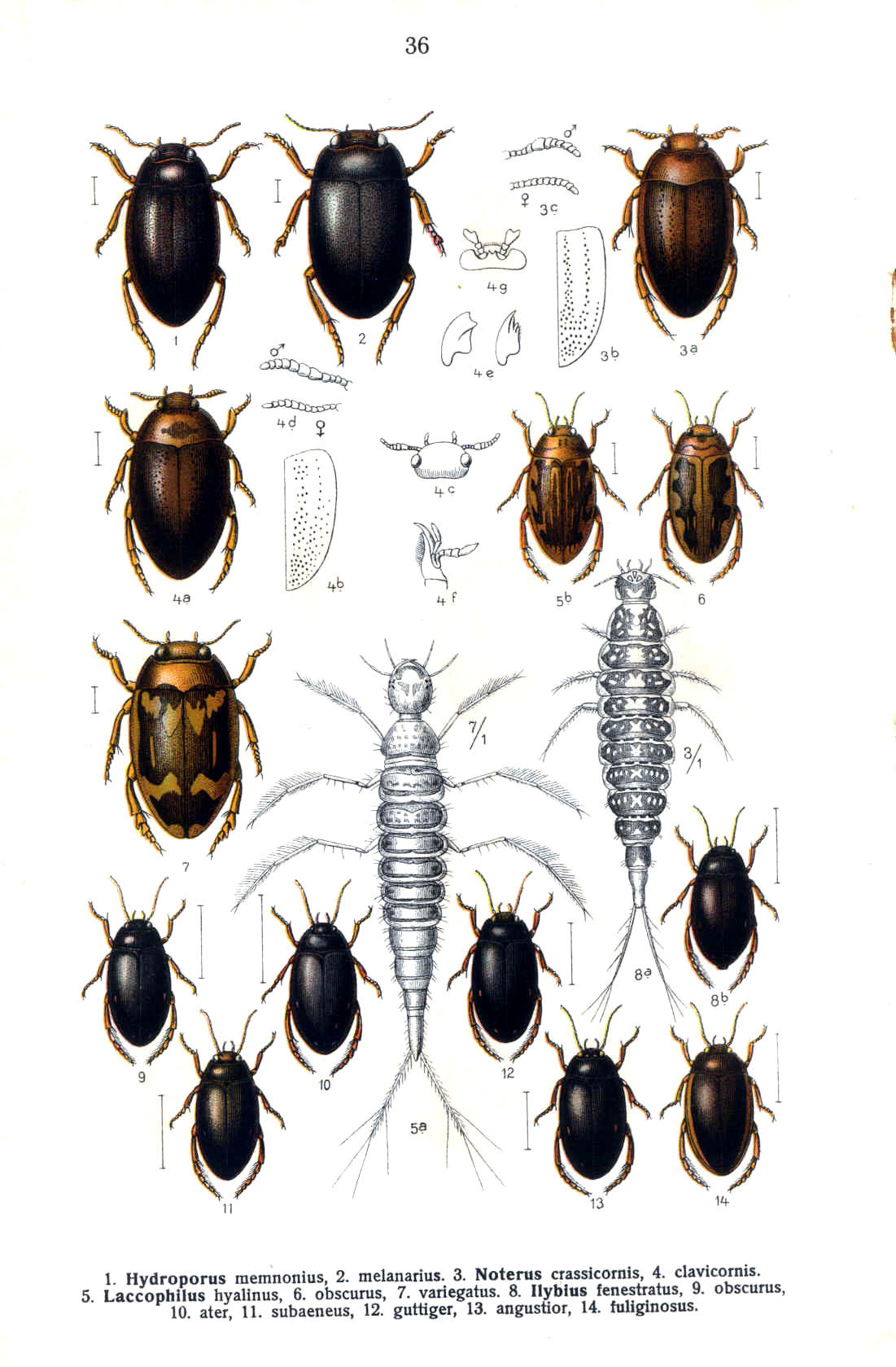